# سیلیسیم تک کریستالی

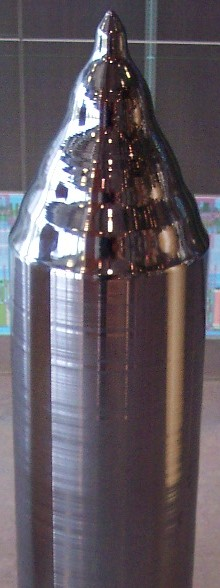
یک شمش سیلیکون

سیلیسیم تک‌بلورین یا سیلیکون تک‌بلورین که اغلب سیلیسیم تک‌بلوری نامیده می‌شود، به‌طور خلاصه تک-اس‌آی (به انگلیسی: mono-Si) یا، ماده پایه برای اجزای گسسته مبتنی بر سیلیسیم و مدارهای مجتمع است که تقریباً در تمام تجهیزات الکترونیکی نوین استفاده می‌شود. تک-اس‌آی همچنین به عنوان یک ماده فتوولتائیک و جذب کننده نور در ساخت سلول‌های خورشیدی عمل می‌کند.
از سیلیسیم تشکیل شده است که در آن شبکه براوه کل جامد پیوسته، تا لبه‌های آن شکسته نشده و عاری از هر گونه مرز دانه‌ای است. تک-اس‌آی را می‌توان به عنوان یک نیم‌رسانای ذاتی که فقط از سیلیسیم بسیار خالص تشکیل شده است تهیه کرد، یا می‌توان آن را با افزودن عناصر دیگری مانند بور یا فسفر برای ساخت سیلیسیم نوع p یا نوع n ذوب کرد. سیلیسیم تک‌بلورین به دلیل خواص نیم‌رسانا آن، شاید مهم‌ترین ماده تکنولوژیکی چند دهه اخیر باشد زیرا در دسترس بودن آن با هزینه مقرون به صرفه برای توسعه افزاره‌های الکترونیکی ضروری بوده است. که انقلاب امروزی الکترونیک و فناوری اطلاعات مبتنی بر آن است.
سیلیسیم تک‌بلورین با سایر دگرشکلی‌ها مانند سیلیسیم آمورف نابلوری - که در سلول‌های خورشیدی لایه نازک استفاده می‌شود و سیلیکون چندبلورین که از بلورهای کوچکی به نام بلورک تشکیل شده است، متفاوت است.

## تولید
سیلیسیم تک بلور معمولاً با یکی از چندین روش ایجاد می‌شود که شامل ذوب سیلیسیم با درجه خلوص بالا و نیم‌رسانا (فقط چند قسمت در میلیون ناخالصی) و استفاده از یک بذر بلور برای شروع تشکیل یک بلور منفرد پیوسته است. این فرایند معمولاً در یک اتمسفر بی اثر مانند آرگون و در یک بوته بی اثر مانند کوارتز انجام می‌شود تا از ناخالصی‌هایی که بر یکنواختی کریستال تأثیر می‌گذارد جلوگیری شود.
متداول‌ترین روش تولید، روش فرایند چکرالسکی که یک بذر بلور که دقیقاً روی میله نصب شده است را در سیلیسیم مذاب فرومی‌کند. سپس میله به آرامی به سمت بالا کشیده می‌شود و به‌طور همزمان می‌چرخد و به مواد کشیده شده اجازه می‌دهد تا به شکل یک شمش استوانه ای تک‌بلورین به طول ۲ متر و وزن چند صد کیلوگرم جامد شوند. میدان‌های مغناطیسی نیز ممکن است برای کنترل و سرکوب جریان آشفته اعمال شوند و یکنواختی بلورش را بیشتر بهبود بخشند. روش‌های دیگر عبارتند از ذوب ناحیه‌ای، که یک میله سیلیسیم چندبلورین را از طریق یک سیم‌پیچ گرمایش فرکانس رادیویی عبور می‌دهد که یک ناحیه مذاب موضعی ایجاد می‌کند، که از آن یک شمش کریستال بذر رشد می‌کند، و فرایند بریجمن-استوکبرگ، که بوته را از یک گرادیان دما حرکت می‌دهد تا از انتهای آن خنک شود. ظرف حاوی دانه شمش جامد هستند و سپس به نازک ورقه ویفر طی فرآیندی به نام ویفرسازی. پس از پردازش پس از ویفرسازی، ویفرها آماده استفاده در ساخت هستند.
در مقایسه با ریخته‌گری شمش‌های چندبلورین، تولید سیلیسیم مونو کریستال بسیار کند و گران است. با این حال، تقاضا برای سیلیسیم تک‌بلورین به دلیل خواص الکترونیکی برتر همچنان در حال افزایش است - فقدان مرزهای دانه اجازه می‌دهد تا جریان حامل بار بهتری داشته باشد و تولید و بازترکیب حامل باعث بهبود عملکرد مدارهای مجتمع و فتوولتائیک می‌شود.

## در الکترونیک
کاربرد اصلی سیلیسیم تک‌بلورین در تولید قطعات الکترونیکی و مدارهای مجتمع است. شمش‌های ساخته شده به روش چکرالسکی به صفحه‌هایی به ضخامت حدود ۰٫۷۵ میلی‌متر برش داده می‌شوند و صیقل داده می‌شود تا یک بستر منظم و مسطح به دست آید، که افزاره‌های میکروالکترونیک از طریق فرایندهای مختلف ریزساخت ساخته می‌شوند، مانند آلایش یا کاشت یون، زدایش، لایه‌نشانی مواد مختلف، و الگوبرداری طرح‌نگار نوری.
یک کریستال پیوسته برای الکترونیک بسیار مهم است، زیرا مرزهای دانه، ناخالصی‌ها و ناکاملی بلوری می‌توانند به‌طور قابل‌توجهی بر خواص الکترونیکی محلی مواد تأثیر بگذارند، که به نوبه خود بر عملکرد، عملکرد و قابلیت اطمینان افزاره‌های نیم‌رسانا با تداخل در عملکرد صحیح آنها تأثیر می‌گذارد. برای مثال، ساختن افزاره‌های یکپارچه‌سازی در مقیاس بسیار بزرگ (VLSI) که در آن میلیاردها مدار مبتنی بر ترانزیستور، که همگی باید به‌طور قابل اعتمادی عمل کنند، در یک تراشه واحد ترکیب شوند، عملاً ناممکن خواهد بود. یک ریزپردازنده را تشکیل می‌دهند. به این ترتیب، صنعت الکترونیک سرمایه‌گذاری هنگفتی در تأسیسات تولید تک بلورهای بزرگ سیلیکون کرده است.

## در سلول‌های خورشیدی

سهم بازار جهانی از نظر تولید سالانه توسط فناوری PV از سال ۱۹۹۰

سیلیسیم تک‌بلورین نیز برای افزاره‌های فتوولتائیک با کارایی بالا (PV) استفاده می‌شود. از آنجایی که در مقایسه با کاربردهای میکروالکترونیک، تقاضاهای سخت گیرانه تری در مورد عیوب ساختاری وجود دارد، سیلیکون درجه خورشیدی با کیفیت پایین‌تر (Sog-Si) اغلب برای سلول‌های خورشیدی استفاده می‌شود. با وجود این، صنعت فتوولتائیک سیلیسیمی تک‌بلورین از توسعه روش‌های تولید سریع‌تر تک-اس‌آی برای صنعت الکترونیک سود زیادی برده است.

### سهم بازار
سیلیسیم تک‌بلورین به عنوان دومین شکل متداول فناوری PV، تنها پس از خواهر خود، سیلیسیم پلی کریستال، رتبه‌بندی می‌شود. با توجه به نرخ تولید به‌طور قابل توجهی بالاتر و به‌طور پیوسته کاهش هزینه‌های پلی سیلیسیم، سهم بازار تک-اس‌آی کاهش یافته است: در سال ۲۰۱۳، سلول‌های خورشیدی تک‌بلورین ۳۶٪ سهم بازار را داشتند که ظرفیت تولید فتوولتائیک به ۱۲٫۶ گیگاوات تبدیل شد. اما سهم بازار تا سال ۲۰۱۶ به زیر ۲۵ درصد کاهش یافته بود. با وجود کاهش سهم بازار، ظرفیت PV معادل ۲۰٫۲ تک-اس‌آی، GW تولید شده در سال ۲۰۱۶ بود. نشان دهنده افزایش قابل توجهی در تولید کلی فناوری‌های فتوولتائیک است.

### بازدهی
در آزمایشگاه راندمان سلول تک‌پیوندی ثبت شده است، سیلیسیم تک‌بلورین بالاترین راندمان تبدیل تأیید شده را در بین تمام فناوری‌های PV تجاری، بالاتر از چند-اس‌آی (به انگلیسی: poly-Si) (22.3%) و فناوری‌های لایه نازک ثابت مانند سلول‌های سی‌آی‌جی‌اس (۲۱٫۷٪) دارد. سلول‌های CdTe (21.0%)، و سلول‌های سیلیسیم آمورف (۱۰٫۲٪). راندمان ماژول خورشیدی برای تک-اس‌آی که همیشه کمتر از سلول‌های مربوط به آنها است در نهایت از مرز ۲۰٪ در سال ۲۰۱۲ عبور کرد و در سال ۲۰۱۶ به ۲۴٫۴٪ رسید. راندمان بالا تا حد زیادی به عدم وجود مکان‌های بازترکیب در تک‌بلور و جذب بهتر فوتون‌ها به دلیل رنگ سیاه آن نسبت به رنگ آبی مشخصه پلی سیلیسیم نسبت داده می‌شود. از آنجایی که سلول‌های سیلیسیم تک‌بلورین نسبت به نمونه‌های پلی‌کریستالی خود گران‌تر هستند، برای کاربردهایی که ملاحظات اصلی محدودیت‌های وزن یا مساحت در دسترس است، مانند فضاپیماها یا ماهواره‌هایی که با انرژی خورشیدی کار می‌کنند، مفید هستند، جایی که می‌توان کارایی را از طریق ترکیب با آنها بهبود بخشید. فناوری‌های دیگر، مانند سلول‌های خورشیدی چندلایه.

### ساخت
علاوه بر نرخ پایین تولید، نگرانی‌هایی در مورد مواد هدر رفته در فرایند تولید نیز وجود دارد. ایجاد پنل‌های خورشیدی کارآمد در فضا مستلزم برش ویفرهای دایره‌ای (محصول شمش‌های استوانه‌ای شکل‌گرفته از فرایند چکرالسکی) به سلول‌های هشت ضلعی است که می‌توانند نزدیک به هم بسته شوند. مواد باقیمانده برای ایجاد سلول‌های PV استفاده نمی‌شود و با بازگشت به تولید شمش برای ذوب، دور ریخته می‌شود یا بازیافت می‌شود. علاوه بر این، حتی سلول‌های سیلیسیم تک‌بلورین می‌توانند اکثر فوتون‌ها را در ۲۰ میکرومتر از سطح فرورفته جذب کنند، محدودیت در فرایند اره کردن شمش به این معنی است که ضخامت ویفر تجاری معمولاً حدود ۲۰۰ میکرومتر است. با این حال، انتظار می‌رود تا سال ۲۰۲۶ پیشرفت در فناوری باعث کاهش ضخامت ویفر به ۱۴۰ میکرومتر شود.
روش‌های تولید دیگر مانند: برآرایی ویفر، که شامل رشد لایه‌های گازی روی بسترهای سیلیسیمی قابل استفاده مجدد است. فرآیندهای جدیدتر ممکن است امکان رشد کریستال‌های مربعی را فراهم کنند که می‌توانند سپس بدون افت کیفیت یا کارایی به ویفرهای نازک‌تر تبدیل شوند و در نتیجه ضایعات حاصل از روش‌های سنتی اره کردن و برش شمش را حذف کنند، در حال تحقیق هستند.

## ظاهر

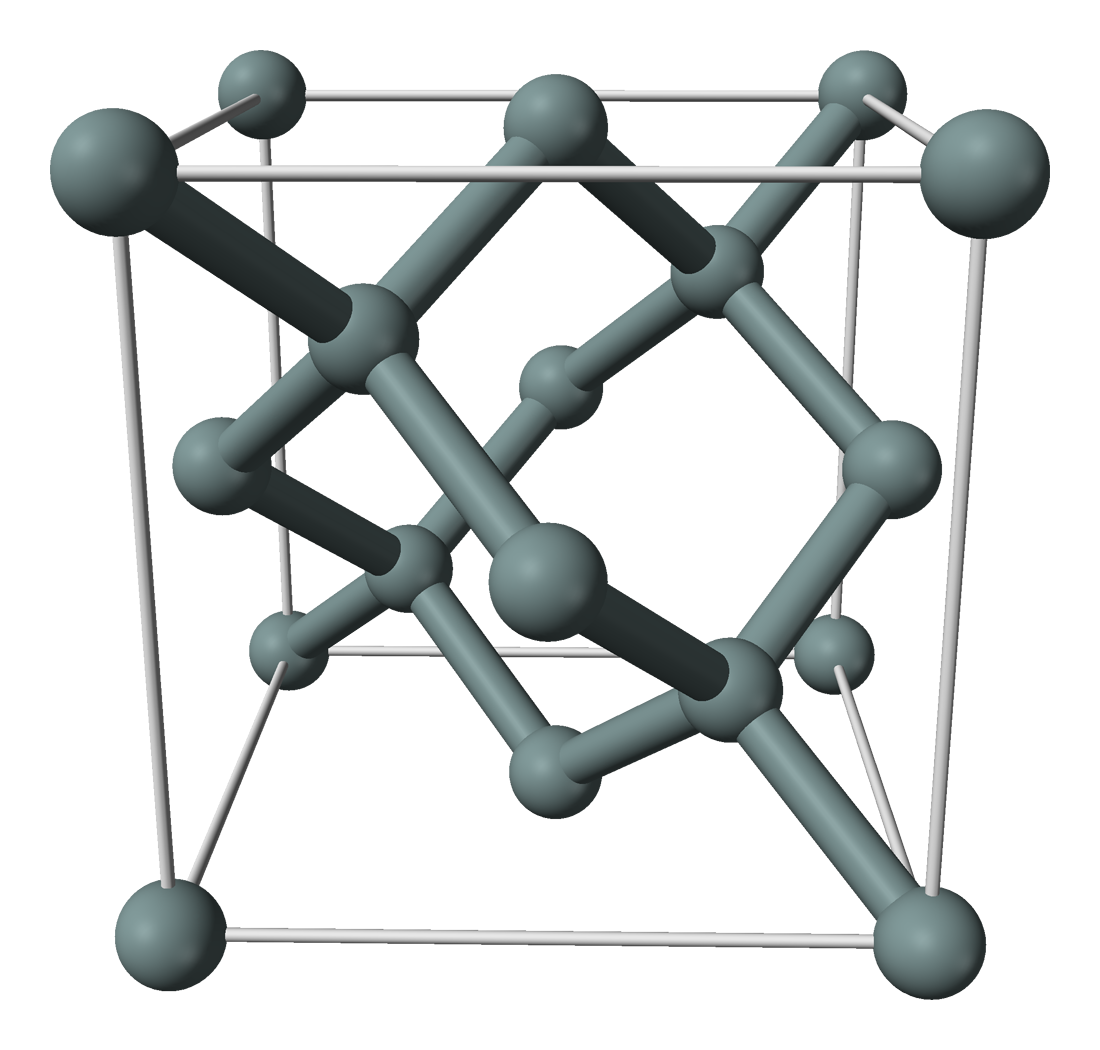
ساختار کریستالی سیلیکون یک مکعب الماس را تشکیل می‌دهد
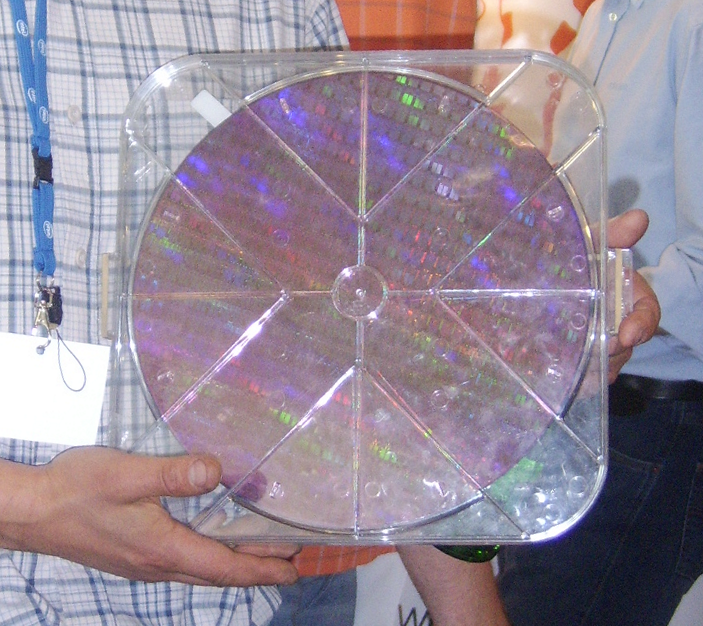
افزاره‌های VLSI ساخته شده توسط اینتل بر روی ویفر سیلیکونی تک‌بلورین
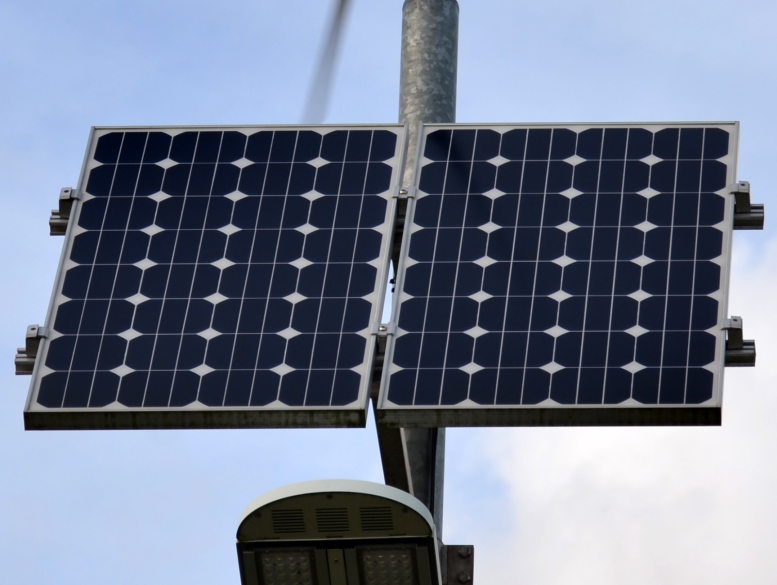
صفحه خورشیدی ساخته شده از سلول‌های سیلیکونی تک‌بلورین هشت ضلعی
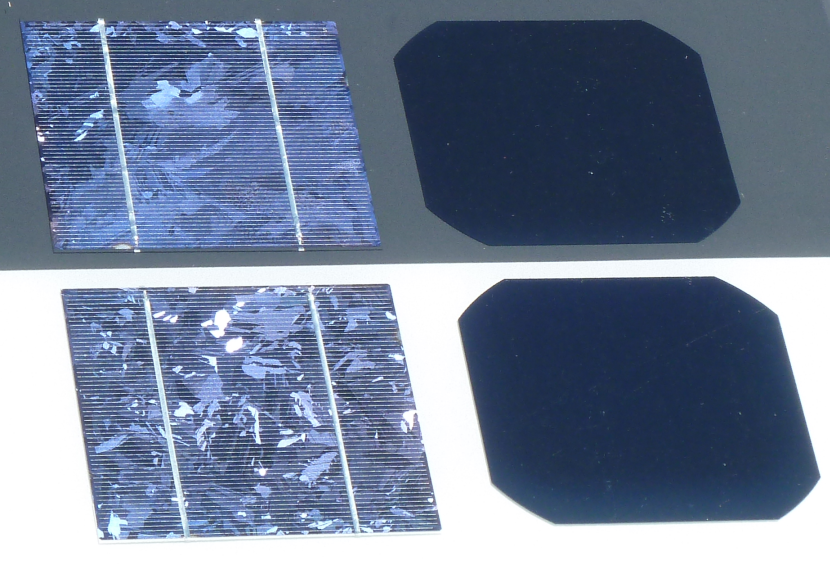
مقایسه سلول‌های خورشیدی : poly-Si (سمت چپ) و تک-اس‌آی (راست)